# Diseröd
Diseröd, tidigare Romelanda, är en tätort i Kungälvs kommun och kyrkbyn i Romelanda socken. 

## Namnet
Byn i anslutning till kyrkan heter Diseröd, och är en ort i kommundelen Romelanda. Under en lång period användes båda dessa namn på orten, ibland även idag.[källa behövs]
I dagligt tal benämns området från Kungälv till kommungränsen mot Lilla Edet som Romelanda medan själva orten benämns Diseröd. Man kan därför säga att orten Diseröd är en del av området Romelanda som ligger i Kungälvs kommun.
Namnet Diseröd stavades Disserödt 1568, Dijseröödh 1697 och blev normalstavat först 1811. Betydelsen av förleden Dis- kan härledas till kvinnonamnet Dīs eller Dīsa och efterleden -röd är en äldre, vanlig benämning på röjd plats, röjning (röd eller rud).

## Befolkningsutveckling
| Befolkningsutvecklingen i Diseröd 1970–2020 | Befolkningsutvecklingen i Diseröd 1970–2020 | Befolkningsutvecklingen i Diseröd 1970–2020 | Befolkningsutvecklingen i Diseröd 1970–2020 | Befolkningsutvecklingen i Diseröd 1970–2020 |
| ------------------------------------------- | ------------------------------------------- | ------------------------------------------- | ------------------------------------------- | ------------------------------------------- |
|                                             |                                             |                                             |                                             |                                             |
| År                                          |                                             |                                             | Folkmängd                                   | Areal (ha)                                  |
| 1970                                        | 1970                                        |                                             | 394                                         |                                             |
| 1975                                        | 1975                                        |                                             | 780                                         |                                             |
| 1980                                        | 1980                                        |                                             | 1 185                                       |                                             |
| 1990                                        | 1990                                        |                                             | 1 140                                       | 66                                          |
| 1995                                        | 1995                                        |                                             | 1 206                                       | 71                                          |
| 2000                                        | 2000                                        |                                             | 1 248                                       | 72                                          |
| 2005                                        | 2005                                        |                                             | 1 205                                       | 73                                          |
| 2010                                        | 2010                                        |                                             | 1 241                                       | 75                                          |
| 2015                                        | 2015                                        |                                             | 1 328                                       | 118                                         |
| 2020                                        | 2020                                        |                                             | 1 381                                       | 123                                         |
| Anm.: Ny tätort 1970                        |                                             |                                             |                                             |                                             |

## Samhället
Romelanda kyrka ligger här.

## Idrott
Föreningen Romelanda UF har sin anläggning Romevi i Diseröd.

## Personer från orten
Komikern Björn Gustafsson är uppvuxen i Diseröd.[källa behövs]